# Milton of Campsie
Milton of Campsie ist eine Ortschaft in der schottischen Council Area East Dunbartonshire. Sie liegt am Nordrand des Central Belts etwa 15 km nordöstlich von Glasgow und 24 Kilometer westlich von Falkirk am Fuß der Hügelkette Campsie Fells. Die nächstgelegene Stadt ist das drei Kilometer südlich gelegene Kirkintilloch. Mit dem Herrenhaus Kincaid House aus dem Jahre 1812 befindet sich ein Bauwerk der höchsten schottischen Denkmalkategorie A in Milton of Campsie.

## Geschichte
Milton of Campsie entstand im Umkreis einer Mühle und entwickelte sich im späten 18. und frühen 19. Jahrhundert mit der Ansiedlung von Druckereien. In den 1950er Jahren wurde ein Krankenhaus für infektiöse Krankheiten angesiedelt. Bis in den 1980er Jahren wurden in Milton of Campsie außerdem Uhren produziert. Heute leben dort im Wesentlichen Einpendler nach Glasgow. Während 1951 in Milton of Campsie 1356 Einwohner gezählt wurden, erreichte die Zahl 1991 mit 4056 Personen ihren Höchststand. 2011 waren 3889 Einwohner in der Ortschaft gemeldet.

## Verkehr
Die Ortschaft ist durch die A891 an das Straßennetz angebunden. Diese führt von Kilsyth bis nach Strathblane, wo sie in die A81 einmündet. Mit der M80 verläuft eine Autobahn sechs Kilometer südlich. 1848 wurde die Ortschaft an das Eisenbahnnetz angeschlossen. Der Bahnhof wurde nach 103 Jahren 1951 geschlossen. Die Gleise wurden zwischenzeitlich zu Gunsten eines Wanderwegs entfernt.